# 辰州府
辰州府，元朝末年设置的府。

辰州府在湖南省的位置（1820年）

至正二十四年（1364年），朱元璋改辰州路置，治所在沅陵县（今属湖南省），府通判駐浦市。属湖广行省。辖境相当今湖南省沅陵、吉首等市县以南，洪江市、新晃侗族自治县以北地区。清属湖南省。、嘉以后分置沅州府和乾州、晃州两厅，下轄：沅陵縣、廬溪縣、辰溪縣、漵浦縣。辖境缩小至今沅陵、泸溪、辰溪、溆浦等县。1913年废。

## 延伸阅读
[在维基数据编辑]
 《欽定古今圖書集成·方輿彙編·職方典·辰州府部》，出自陈梦雷《古今圖書集成》